# Boektitel
Een boektitel is de naam, het opschrift en de aanduiding van een boek, meestal in de vorm van één enkel begrip of een zinsnede. Het boek kan nader aangeduid worden in een eventuele ondertitel. 'Boektitel' wordt in de boekhandel vaak ook gebruikt als synoniem voor (een specifiek) boek: 'een goed/slecht lopende (verkopende) boektitel' 
Een boektitel heeft een verwijzende en motiverende functie. De boektitel verhoudt zich tot het onderwerp in de werkelijkheid waarover het boek handelt, maar ook naar hetgeen in het boek geboden wordt. De titel is immers de kortste samenvatting van de tekst. In wetenschappelijke werken is een effectief verwijzende titel belangrijker dan in het literaire genre.
De boektitel kan zo gekozen worden om de verder de nieuwsgierigheid en aandacht van het publiek te prikkelen. Dit kan door de koele aanduiding van een enkel begrip, bijvoorbeeld een boek genaamd Logica. Maar verder kan men elke vorm van emotie uit een boektitel laten spreken.
De boektitel is een vaak gebruikte zoekterm in bibliografische bestanden.
Het gebruik van titels vond ingang met de Griekse toneelauteurs. Dit hield verband met het feit dat ze schreven voor wedstrijden en behoefte hadden aan promotie. Voordien werden boeken inhoudelijk omschreven in bibliotheeklijsten, of met het incipit, zoals Enuma Elish. Voor proza duurde het nog enige tijd vooraleer titels geïntroduceerd werden in de oudheid.

## Ondertitel
Het deel van titel dat als het ware een nadere toelichting of uitleg op de (verkorte) titel geeft, wordt wel ondertitel genoemd. Zo is de ondertitel van de Max Havelaar:
of De Koffij-veilingen der Nederlandsche Handel-Maatschappij.